# World Curling Federation
Die World Curling Federation (WCF) repräsentiert den internationalen Curlingsport und fördert das Wachstum des Sports. Er ist der Dachverband der nationalen Sportverbände. Vom WCF werden internationale Meisterschaften organisiert und die Weltrangliste für die Nationalmannschaften geregelt, zusätzlich zu den internationalen Vorschriften. Curling ist derzeit eine der am schnellsten wachsenden Sportarten, der WCF zählt derzeit 73 Mitgliedsverbände.

## Aufgaben
- Den Curlingsport international zu repräsentieren und zu fördern.
- Den Zusammenhalt aller Curler der verschiedenen Mitgliedsverbände zu wahren.
- Die Interessen des Weltcurlings zu verteidigen und zu fördern.
- Weltmeisterschaften und weitere internationale Turniere zu veranstalten.
- Regeln für den Curlingsport bei Weltmeisterschaften und anderen von der WCF genehmigten Wettkämpfen zu formulieren.
- Die Autonomie der Mitgliedsverbände zu respektieren.[1]

## Geschichte
Der WCF wurde am 1. April 1966 als International Curling Federation (ICF) von folgenden Verbänden gegründet:
- Schottland
- Kanada
- Vereinigte Staaten
- Schweden
- Schweiz
- Norwegen
- Frankreich

Der ICF wurde ursprünglich als ein Ausschuss des Royal Caledonian Curling Club in Perth gegründet, nach dem Erfolg des Scotch Cups, ausgetragen zwischen Kanada und Schottland. Am Anfang nahmen die Mannschaften der Verbände Schottlands, Kanadas, Schwedens, Norwegens, der Schweiz sowie der Vereinigten Staaten teil. Im Zuge der Entstehung veranstaltete die ICF die World Curling Championships. Die WCF veranstaltet gegenwärtig neben den Weltmeisterschaften die World Junior Curling Championships und die World Curling Championships (senior division).
Seit der Gründung wuchs die Zahl der Mitgliedsverbände auf 39 an. Der Deutsche Curling-Verband (DCV) trat 1967 der ICF bei, der Österreichische Curling Verband (ÖCV) 1982. Im Jahr 1991 wurde die ICF umbenannt in World Curling Federation. Sitz der WCF ist beim schottischen Royal Caledonian Curling Club in Perth. Im April 2006 wurde der Kanadier Les Harrison zum Präsidenten der WCF gewählt, zwei Jahre später wurde er in seinem Amt bestätigt und somit für eine weitere zweijährige Amtszeit wiedergewählt. Kate Caithness aus Schottland wurde 2010 zur ersten Präsidentin der WCF gewählt.

### Präsidenten

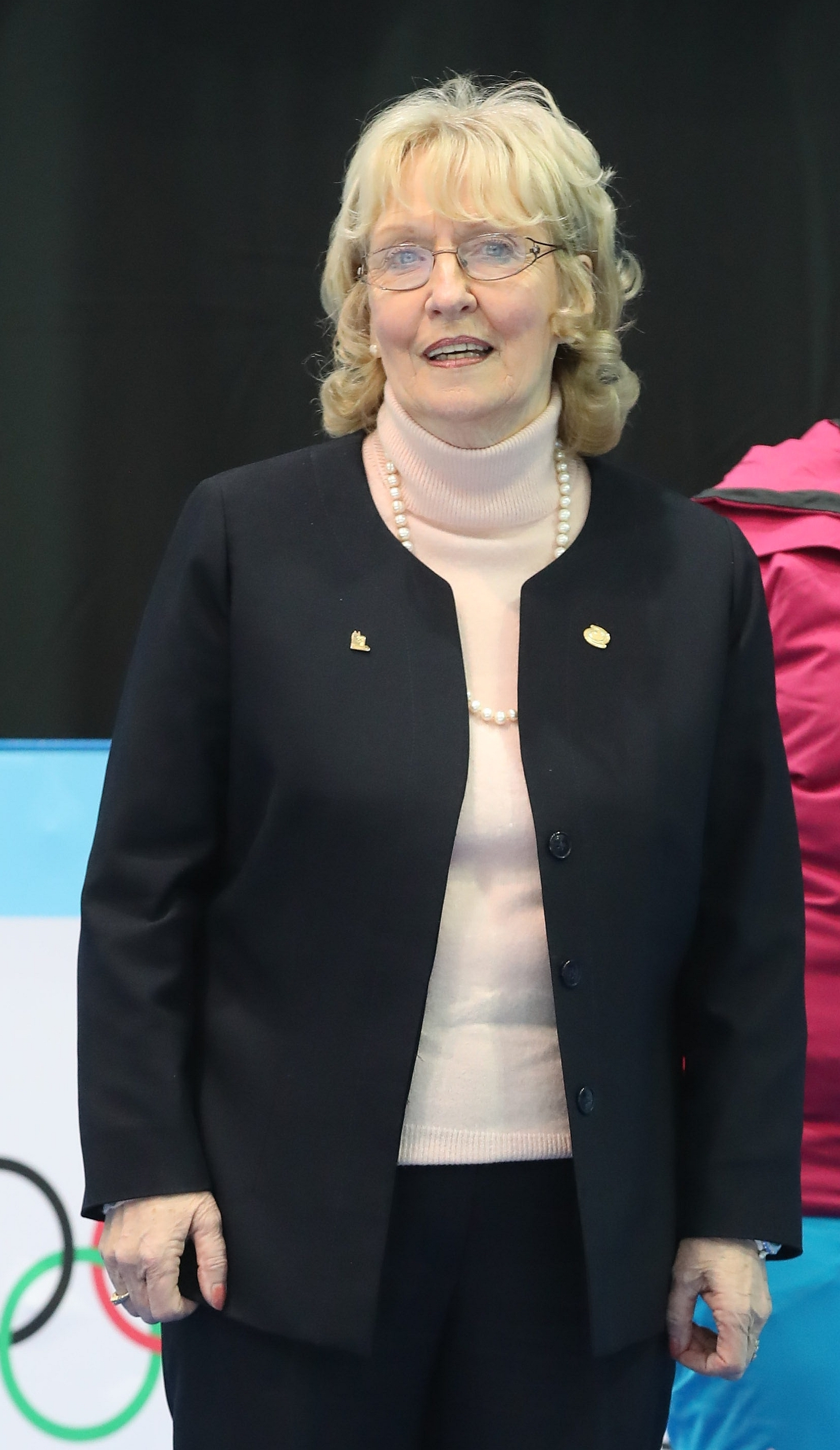
Kate Caithness, 2020

| Jahr      | Name                        | Land               |
| --------- | --------------------------- | ------------------ |
| 1966–1969 | Major Allan Cameron         | Schottland         |
| 1969–1979 | Brigadier Colin A. Campbell | Kanada             |
| 1979–1982 | Sven A. Eklund              | Schweden           |
| 1982–1985 | Clifton Thompson            | Kanada             |
| 1985–1988 | Philip Dawson               | Schottland         |
| 1988–1990 | Dr. Donald F. Barcome       | Vereinigte Staaten |
| 1990–2000 | Günther Hummelt             | Österreich         |
| 2000–2006 | Roy Sinclair                | Schottland         |
| 2006–2010 | Les Harrison                | Kanada             |
| 2010–2022 | Kate Caithness              | Schottland         |
| seit 2022 | Beau Welling                | Vereinigte Staaten |

## Regelwerk
Neben den offiziellen Regeln des Curlingsports gibt es auch noch den sogenannten Spirit of Curling. Es handelt sich hierbei um eine Art Gewohnheitsrecht. Dass ein Curler dies befolgt, sollte eine Selbstverständlichkeit sein.
- Ein Curler verhält sich immer wie ein Gentleman.
- Ein Curler spielt, um zu gewinnen, nie aber um seinen Gegner zu erniedrigen.
- Ein Curler wird nie versuchen, seinen Gegner abzulenken oder ihn daran zu hindern, sein Bestes zu tun.
- Ein Curler versucht nie, mit anderen Mitteln als mit den spielerischen Möglichkeiten, Vorteile zu erzielen.
- Ein Curler muss zuerst lernen zu verlieren, erst dann ist er auch würdig zu gewinnen.
- Ein Curler zieht eine Niederlage einem ungerechten Sieg vor.
- Ein Curler verstößt nie absichtlich gegen Spielregeln oder eine der geschriebenen Überlieferungen.
- Ein Curler wird nie etwas tun, was er auch von seinen Mitspielern nicht erwartet.
- Ein Curler entscheidet sich im Streitfalle immer zu Gunsten seiner Gegner.
- Ein Curler kritisiert oder beschimpft weder seine Mitspieler noch seine Gegner.
- Ein Curler schätzt und anerkennt eine gute Leistung des Gegners.
- Ein Curler konzentriert sich immer aufs Spiel und gibt sein Bestes.
- Begeht ein Curler einen Fehler, so ist er der Erste, der ihn zugibt.
- Ein Curler, der einen laufenden Stein berührt oder überslidet, gibt dies sofort bekannt.
- Lade deinen direkten Gegner zu einem Drink ein, wenn du gesiegt hast.
- Ein Curler wird nie eine Einladung ausnützen, um sich teure Getränke bezahlen zu lassen. Ein Curler verhält sich immer fair und sportlich.[3]

## Mitglieder

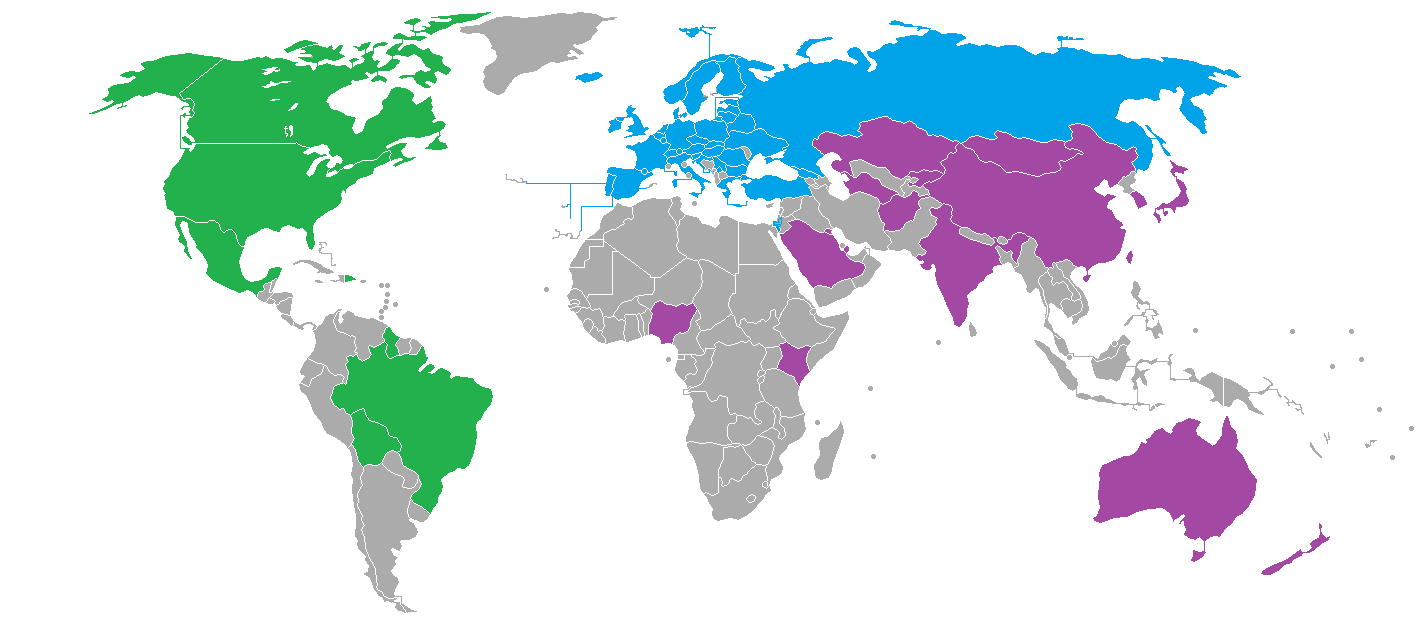
Mitglieder und Sektionen der WCF

| Beitritt | Name                                         | Land                         |
| -------- | -------------------------------------------- | ---------------------------- |
| 2017     | Afghanistan Curling Federation               | Afghanistan                  |
| 1999     | US Virgin Islands Curling Association        | Amerikanische Jungferninseln |
| 1991     | Federació Andorrana d’Esports de Gel         | Andorra                      |
| 1986     | Australian Curling Federation                | Australien                   |
| 1997     | Belarusian Curling Association               | Belarus                      |
| 2005     | Belgian Curling Association                  | Belgien                      |
| 2020     | Federación Curling Bolivia                   | Bolivien                     |
| 2022     | Bosnia and Herzegovina Curling Association   | Bosnien und Herzegowina      |
| 1998     | Confederação Brasileira de Desportos no Gelo | Brasilien                    |
| 1990     | Bulgarian Curling Association                | Bulgarien                    |
| 2002     | Chinese Curling Association                  | China                        |
| 1998     | Chinese Taipei Curling Federation            | Chinesisch Taipeh            |
| 1971     | Dansk Curling Forbund                        | Dänemark                     |
| 1967     | Deutscher Curling-Verband                    | Deutschland                  |
| 2019     | Dominican Skating & Winter Sports Federation | Dominikanische Republik      |
| 1971     | English Curling Association                  | England                      |
| 2003     | Eesti Curlingu Liit                          | Estland                      |
| 1979     | Suomen Curlingliitto                         | Finnland                     |
| 1966     | Fédération Française des Sports de Glace     | Frankreich                   |
| 2013     | Georgian Curling Federation                  | Georgien                     |
| 2003     | Hellenic Curling Association                 | Griechenland                 |
| 2016     | Guyana Curling Federation                    | Guyana                       |
| 2014     | Hong Kong Curling Association                | Hongkong                     |
| 2014     | Curling Federation of India                  | Indien                       |
| 2003     | Irish Curling Association                    | Irland                       |
| 1972     | Federazione Italiana Sport del Ghiaccio      | Italien                      |
| 1991     | Íþrótta- og Ólympíusamband Íslands           | Island                       |
| 2013     | Israel Curling Association                   | Israel                       |
| 2022     | Curling Jamaica                              | Jamaika                      |
| 1985     | Japan Curling Association                    | Japan                        |
| 1966     | Curling Canada                               | Kanada                       |
| 2003     | Kazakhstan Curling Association               | Kasachstan                   |
| 2003     | Qatar Curling Federation                     | Katar                        |
| 2021     | Kenya Curling Federation                     | Kenia                        |
| 2017     | Curling Federation of Kyrgyzstan             | Kirgisistan                  |
| 2012     | Kosovo Curling Federation                    | Kosovo                       |
| 2004     | Hrvatski Curling Savez                       | Kroatien                     |
| 2019     | Kuwait Winter Games Club                     | Kuwait                       |
| 2001     | Latvijas Kērlinga Asociācija                 | Litauen                      |
| 1991     | Liechtenstein Curling Association            | Liechtenstein                |
| 2003     | Lietuvos Kerlingo Asociacija                 | Lettland                     |
| 1976     | Union Luxembourgeoise de Curling             | Luxemburg                    |
| 2016     | Federación Mexicana de Curling               | Mexiko                       |
| 2012     | Mongolian Curling Federation                 | Mongolei                     |
| 1991     | New Zealand Curling Association              | Neuseeland                   |
| 1975     | Nederlandse Curling Bond                     | Niederlande                  |
| 2018     | Nigeria Curling Federation                   | Nigeria                      |
| 1966     | Norwegian Curling Association                | Norwegen                     |
| 1982     | Österreichischer Curling Verband             | Österreich                   |
| 2023     | Winter Sports Federation of Pakistan         | Pakistan                     |
| 2023     | Curling Pilipinas                            | Philippinen                  |
| 2022     | Polska Federacja Klubów Curlingowych         | Polen                        |
| 2017     | Federação Desportos Inverno Portugal         | Portugal                     |
| 2023     | Puerto Rican Curling Federation              | Puerto Rico                  |
| 2010     | Romanian Curling Federation                  | Rumänien                     |
| 1992     | Russian Curling Federation                   | Russland                     |
| 2017     | Saudi Winter Sports Federation               | Saudi-Arabien                |
| 1966     | Royal Caledonian Curling Club                | Schottland                   |
| 1966     | Svenska Curlingförbundet                     | Schweden                     |
| 1966     | Swisscurling Association                     | Schweiz                      |
| 2005     | Nacionalni savez za karling Srbije           | Serbien                      |
| 2003     | Slovenský curlingový zväz                    | Slowakei                     |
| 2010     | Curling zveza Slovenije                      | Slowenien                    |
| 1999     | Federación Española de Deportes de Hielo     | Spanien                      |
| 1994     | Korean Curling Association                   | Südkorea                     |
| 2022     | Thai Curling Association                     | Thailand                     |
| 1990     | Czech Curling Association                    | Tschechien                   |
| 2009     | Türkiye Curling Federasyonu                  | Türkei                       |
| 2020     | Curling Federation of Turkmenistan           | Turkmenistan                 |
| 2013     | Ukrainian Curling Federation                 | Ukraine                      |
| 1989     | Magyar Curling Szövetség                     | Ungarn                       |
| 1966     | United States Curling Association            | Vereinigte Staaten           |
| 2008     | Welsh Curling Association                    | Wales                        |